# سامر سعادة
سامر سعادة (2 أغسطس 1975 -)، سياسي لبناني، وهو نجل رئيس حزب الكتائب النائب والوزير جورج سعادة، وجده لأمه الشيخ كسروان الخازن أحد مؤسسيي الكتلة الوطنية ومحافظ جبل لبنان والشمال سابقاً.

## عن حياته
درس بعده مدارس بسبب الظروف الأمنية التي عانى منها والده، فدرس في مدرسة القديس يوسف في قرنة شهوان، انتقل بعدها إلى باريس ومن ثم إلى الليسيه الفرنسية في كفر حباب ثم بيروت، ليتخرج من مدرسة اثني دو بيروت سنة 1995، وفي المرحلة الجامعية درس الهندسة في الجامعة اللبنانية الأمريكية، وحصل على الشهادة الجامعية 2000، كما حصل على الماجستير في إدارة الأعمال MBA من جامعة ESA بيروت سنة 2002. سياسياً انتسب إلى حزب الكتائب سنة 1993، وفي عام 2005 ترشح عن المقعد الماروني في طرابلس، إلا إنه انسحب من الانتخابات لمصلحة قوى وخط 14 آذار، وفي عام 2009 رشحه حزب الكتائب عن المقعد الماروني في طرابلس ضمن لائحة التضامن الطرابلسي، واستطاع الفوز بالانتخابات مع اللائحة بكامل المقاعد في طرابلس ليكون عضواً في مجلس النواب اللبناني ضمن كتلة نواب الكتائب.